# Finist, de heldere valk

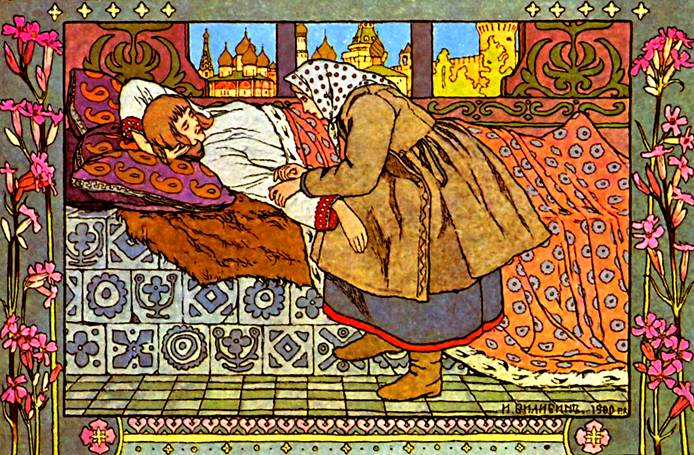
Illustratie van Ivan Bilibin

Finist, de heldere valk (met de bonte veren) is een Russisch sprookje, dat door Aleksandr Afanasjev werd opgetekend.

## Verhaal
Een oude man en oude vrouw hebben drie dochters, waarvan de jongste de mooiste is. Als hij naar de jaarmarkt gaat vraagt de oude man zijn dochters wat ze willen hebben. De oudste dochters vragen mooie kleding, maar de jongste wil een rood bloempje. Op de jaarmarkt geeft een onbekende, oude man de vader een rood bloempje, maar dan moet de dochter wel met zijn zoon Finist, de heldere valk trouwen. Finist is een valk, die zich in een jongeman kan veranderen als hij de grond raakt. De oude man geeft zijn jongste dochter het rode bloempje, dat ze in het water op haar vensterbank zet. Als ze gaat slapen zet ze het raam open. Finist verschijnt en samen praten ze tot zonsopgang. Hij geeft haar bij het verlaten een veertje, waarmee ze kan wensen wat ze begeert en het weer kan laten verdwijnen. 
Op zondag gaan de dochters naar de kerk, maar de jongste heeft geen mooie kleren en moet thuisblijven. Maar ze wenst met haar veertje een koets en mooie kleren en verschijnt als een tsarewna bij de mis. Voor de anderen is ze weer thuis en laat alles verdwijnen. De derde keer vergeet ze een speld uit haar haar te doen en haar boze zusters herkennen de speld van de tsarewna en gaan haar spioneren. Ze komen achter het nachtelijke bezoek van Finist. Ze plaatsen messen in de vensterbank en de volgende keer verwondt Finist zich en keert niet meer terug. Het jonge meisje verlaat het ouderlijk huis om Finist te zoeken. Ze neemt drie paar ijzeren mutsen, schoenen, wandelstokken en hostiebroden mee op reis. Als het eerste paar bijna versleten is ontmoet ze Baba Jaga in haar ijzeren huisje op kippenpoten. Ze vraagt haar om inlichtingen over Finist en Baba Yaga geeft haar een gouden hamertje en tien briljanten spijkertjes. Het meisje reist verder en komt bij de middelste zuster van Baba Yaga. Die geeft haar een gouden schoteltje met een briljanten kogeltje. De tweede zuster van Baba Yaga geeft haar een snel ros dat gloeiende kolen eet. Ze vertelt haar dat Finist al getrouwd is met een tsarewna. 
Het meisje komt bij de blauwe zee en slaat met haar gouden hamertje op de briljanten spijkertjes. De tsarewna wil ze hebben in ruil voor een blik op Finist. De tsarwena tovert hem in slaap met een speld in zijn kleding. Het meisje kan daarom Finist niet wekken. De volgende keer laat ze haar briljanten kogeltje over het gouden schoteltje rollen. Weer mag het meisje in ruil ervan Finist zien, maar hij slaapt weer vast. De derde keer geeft het meisje haar paard gloeiende kolen te eten en de tsarewna vraagt het paard en geeft een blik op haar echtgenoot er voor in ruil. Ditmaal steekt ze de speld in zijn haar en als het meisje bij Finist weent wrijft ze per ongeluk de speld uit zijn haar, waardoor hij ontwaakt. Ze vertelt hem van haar boze zusters en hij besluit dat dit meisje beter is dan de echtgenote die hem verkocht in ruil voor een paard, spijkertjes en een kogeltje. Zijn raad is het met hem eens en de tsarewna wordt opgehangen en doodgeschoten.